# Algeria Benton de Reyna
Algeria Benton de Reyna Barrios (Virginia, 1869 - Misisipi, 20 de abril de 1915) fue la Primera dama de Guatemala y esposa del presidente José María Reyna Barrios.

## Biografía

### Primeros años
Algeria Benton nació en Virginia, en 1869, en una familia de clase media-baja, por lo cual tuvo que trabajar desde la adolescencia y trabajar de vedette.

### Casamiento con Reyna

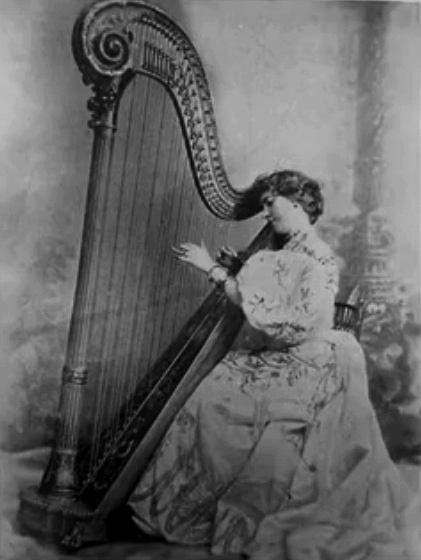
Algeria Benton, esposa de José María Reina Barrios, tocando el arpa. Benton se casó con Reina Barrios el 17 de mayo de 1886, en el consulado de Guatemala en Nueva York, cuyo cónsul era Enrique Toriello. Fotografía de Alberto G. Valdeavellano.

El 4 de abril llegaron los vencidos a la Ciudad de Guatemala. Su capacidad y valor fueron reconocidas cuando la Asamblea Nacional lo ascendió a general de división y al cargo de subsecretario de Estado en el despacho de la Guerra. Luego, el presidente Barillas, quien temía la influencia de Reina Barrios por su gran prestigio militar y por ser pariente directo del fallecido Justo Rufino Barrios, lo nombró Cónsul de Guatemala en Berlín, pero cuando llegó a Europa, el Cónsul en Francia le informó que sus credenciales le habían sido retiradas durante la travesía y prácticamente lo desalojó del consulado. Reina Barrios regresó a Estados Unidos, donde conoció a su futura esposa Algeria Benton, quien tenía 17 años, procedía una familia de recursos limitados de Virginia, y que trabajaba como vedette en Nueva Orleans, Luisiana. Algeria Benton y José María Reyna Barrios contrajeron matrimonio el 17 de mayo de 1886. Durante estos viajes Reina Barrios aprendió a hablar con propiedad el inglés y francés y a escribir correctamente el alemán. En 1887, tras regresar a Guatemala, asumió la Vicepresidencia de la Asamblea Nacional Legislativa y posteriormente en 1889,  fue encarcelado por el gobierno del presidente Barillas por su supuesta participación en los movimientos revolucionarios de Mataquescuintla, hasta que el Consejo Superior de Guerra decretó su libertad al comprobarse su inocencia; mientras estuvo en prisión, su esposa Argelia Benton tuvo que solicitar ayuda al ministro Antonio Batres Jáuregui para poderle llevar alimentos a Reina Barrios.
Tras esta situación se expatrió voluntariamente a Estados Unidos; cuando se produjo la «primera guerra del Totoposte» en diciembre de 1891 tras el golpe de Estado de los Ezetas en El Salvador, retornó a Guatemala para colaborar con el ejército, pero la paz ya había sido firmada con El Salvador sin haberse iniciado las hostilidades. Al iniciarse la contienda presidencial manifestó al general Barillas que cuidaría de él y no lo perseguiría judicialmente cuando éste dejara la presidencia.

### Primera dama de Guatemala

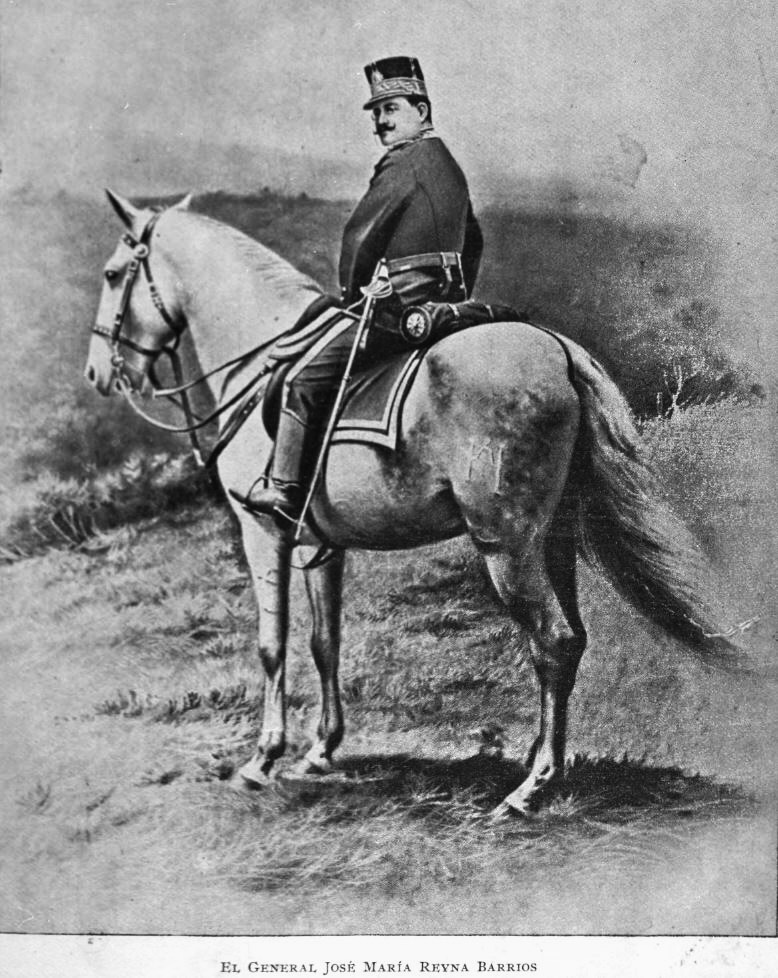
Primera fotografía instantánea hecha en Guatemala. Fue obra del fotógrafo Alberto G. Valdeavellano el 28 de junio de 1896 y muestra al presidente durante unos ejercicios militares en el Campo de Marte.

Como cargo protocolario, Algeria de Reina ostentó el cargo de Primera dama de Guatemala, durante la presidencia de José María Reyna Barrios. Para 1898, la relación entre Reina Barrios y Algeria Benton era fría y distante y lo había sido por más de un año; pero la señora estaba encinta de seis meses cuando ocurrió el asesinato. Durante una visita del médico, el general Reina Barrios le hizo ver que los problemas que la aquejaban no eran por el embarazo, sino por su alcoholismo, dejándole claro al médico que el hijo de la señora Reina Barrios no era del presidente.

### Asesinato de Reina Barrios
El 8 de febrero de 1898, a las 8:00 de la noche, salió Reina Barrios de la residencia de la actriz española Josefina Roca, a quien cortejaba, a pesar de estar casado con Benton, quien estaba embarazada, pues esta última le había sido infiel a Reina Barrios y el hijo que esperaba no era de él, sino que de uno de los militares de su plana mayor. Iba acompañado de dos miembros de su Estado Mayor. Cuando iba caminando por la quinta avenida, de regreso al Palacio Presidencial, salió a su paso Zollinger y después de saludar al Presidente muy cordialmente en inglés, le disparó a quemarropa, matándolo en el acto.
Zollinger emprendió la huida sobre la quinta avenida sur pero fue detenido por un policía que, alertado por los silbatos de los acompañantes de Reina Barrios, no solo lo derribó de un garrotazo sino que lo liquidó a golpes.  Ya cuando estaba muerto, se le acercó el policía Emilio Ubico Urruela, hermano del diputado Arturo Ubico Urruela y tío del futuro presidente Jorge Ubico Castañeda, y le disparó a la cabeza; a Emilio Ubico a partir de entonces se le llamó irónicamente el matamuertos.
Tras el asesinato del presidente, el periodista Flavio Guillén, redactor de los primeros tres números de La Ley -periódico independiente que apoyaba a José León Castillo en las elecciones presidenciales que convocó el presidente interino Estrada Cabrera- describió así a Zollinger, a quien llama Oscar Solinger porque al momento en que escribió el artículo todavía no estaba clara la identidad del asesino: «Oscar Sollinger: misterioso, impasible, sombrío, en la mano el revólver homidicada, el triunfo en todo el ademán, se abre paso a nuestra historia por la desusada puerta del crimen heroico.  En tres minutos desenlaza el intrincado drama político con un golpe de tragedia.  Parece que era inglés. ¿Por qué mató? ¿Es cierto que ante el criminal fusilamiento de Juan Aparicio juró vengar la iniquidad cometida en su generoso patrón...? Francamente que increíble es ese caso de adhesión tan raro. ¿No es más cierto que hombres resentidos o ambiciosos, cobardes o acobardados, descubriendo en Oscar al hombre, compraron su discresión y valentía...?  De prócer estatura, altanero el continente, agraciado el rostro, no impresiona mal.  Un detalle más: era zurdo.  No pertenecía a los locos perseguidores. Disparando con la izquierda partió la lengua mentirosa, con bala que fué punto final de la política más loca que presidente de república haya ideado en Guatemala».

## Muerte
Tras la muerte de su esposo, Algeria Benton perdió la razón y regresó a los Estados Unidos dejando asuntos sin resolver en Guatemala; el escritor e historiador Antonio Batres Jáuregui, que era consejero del presidente Reina Barrios, indica que quizá fue por remordimiento, pues Algeria Benton había quedado embarazada de una relación extramarital con el general Salvador Toledo, jefe del Estado mayor de Reina Barrios, y a quien insistentemente se acusó de estar implicado en el asesinato del presidente. Su lujosa residencia ubicada sobre el Paseo 30 de junio (hoy Avenida Reforma), Villa Algeria, quedó abandonada por mucho tiempo. Marchó ya con una bebé en brazos, a quien puso por nombre Consuelo. Regresó a Nueva Orleans, y empezó a abusar del alcohol y de las drogas recreativas, llegando a estar arrestada en Londres y Nueva York, acusada de intoxicación. Su relación con su hija fue tan distante que el New Orleans Times Picayune reportó que la viuda había abandonado a su hija en las escaleras de la Iglesia de la Magdalena en París. A consecuencia del mal estado de salud de la viuda, además de su drogadicción y alcoholismo, Consuelo fue ingresada en un convento en la ciudad de Londres, por órdenes del Ministro de Guatemala en Londres, José Tible, tío por parte de madre del cronista guatemalteco Enrique Gómez Carrillo, quien casualmente, también sería cónsul de Guatemala en Hamburgo. Para el año nuevo de 1910, Algeria Benton ingresó en el Asilo Touro-Shakespeare en Nueva Orleans, sin un centavo y casi ciega. El Asilo Touro-Shakespeare fue construido con fondos dejados para ese propósito por el filántropo sureño Juha P. Touro, y estaba ubicado en la actual calle Daneel, entre la calle Joseph y la avenida Nashville. El edificio fue demolido en 1932.
Consuelo Reina Barrios vivió bajo la tutela del presidente Manuel Estrada Cabrera quien había instruido a José Tible que la enviara a vivir a un convento en Inglaterra: la St Mary's Abbey School en Hendon, Middlesex. Hasta allá iba a su madre a visitarla de vez en cuando acompañada de una enfermera que la cuidaba, pues para entonces la señora Benton viuda de Reina estaba ya inmersa en un grave problema de drogadicción y alcoholismo. Algeria Benton vivió sus últimos años en Nueva Orleans y murió el 20 de abril de 1915, mientras visitaba a unos amigos en Biloxi, Misisipi.  Para entonces, Consuelo ya había regresado a Guatemala, y allí se enfermó gravemente de influenza española tras los terremotos de 1917 y 1918 y fue enviada a Nueva Orleans, Estados Unidos en 1918, pues allí vivía su abuela, C.B. Wheeler. Allí murió el 8 de junio de 1919, sin haberse recuperado de su enfermedad.